# Corus (sidérurgie)
Pour les articles homonymes, voir Corus.
Corus Group était une entreprise spécialisée dans la sidérurgie (acier) et la production d'aluminium, filiale du sidérurgiste indien Tata Steel. Elle résulte de la fusion de l'entreprise hollandaise Koninklijke Hoogovens N.V. (nl) et de British Steel Plc le 6 octobre 1999.
À partir de septembre 2010 et à la suite de son rachat par Tata Steel, Corus s'appelle Tata Steel Europe.

## Histoire
En mars 2006, Corus vend une partie de ses activités dans l'aluminium à Aleris et les activités allemandes de Mannstaedt (de) à GMH Holding.
En octobre 2006, Corus Group a accepté l'OPA lancée par Tata Steel.
Les principaux actionnaires de Corus Group étaient alors des banques et des fonds mutuels (Standard Life, Barclays, Alliance Bernstein, Legal & General, Lehman Brothers, Deutsche Bank).

Le 17 novembre 2006, CSN, le géant brésilien pressenti comme potentiel acquéreur par le marché, a annoncé une offre sous condition de vérification diligente au prix de 475 pences par action, soit 20 p de plus que l'offre de Tata Steel. Corus a pris note de l'offre sans y réagir.

Le 10 décembre, Tata Steel a surenchéri en offrant 500 p par action, immédiatement contré par CSN le 11 décembre avec une offre à 515 p.

En 2007, Corus fut finalement rachetée par Tata Steel pour environ 13 milliards de dollars à la suite d'une vente aux enchères entre les deux prétendants.

## Les chiffres clefs
Corus Steel a réalisé en 2005 un chiffre d'affaires de 10.1 milliards de GBP pour une production de 19 millions de tonnes d'acier et 600 000 tonnes d'aluminium.
Corus Steel avait 47 000 employés fin 2005.

## Organisation
Corus Steel est organisée en 4 divisions :
- produits plats
- produits longs
- bâtiments et distribution
- aluminium

## Le management
Corus Group est dirigé par le Français Philippe Varin depuis mai 2003.
Philippe Varin est un diplômé de Polytechnique et des Mines né en 1952 qui a commencé sa carrière chez Pechiney en 1978.